# 第18回全日本実業団対抗駅伝競走大会
第18回全日本実業団対抗駅伝競走大会（だい17かい ぜんにほんじつぎょうだんたいこう えきでんきょうそうたいかい）は、1973年12月16日に三重県で開催された全日本実業団対抗駅伝競走大会。

## 概要
今回より区間調整が行われた結果、距離が0.4m短縮し、99㎞となった。1区では、前回同様に久留米井筒屋・西弘美が区間賞を獲得。2区では大昭和製紙、3区で鐘紡がそれぞれ首位に立つ展開となった。4区で旭化成・黒木章が首位に立つ。5区でも旭化成・宗猛が初の区間賞を獲得して首位を守るが、6区で4位だった東洋工業・大槻憲一が逆転する。7区では旭化成・磯端克明、新日鐵・君原健二、東洋工業・中川衛の三つ巴の争いとなったが、旭化成が先頭でゴールし、5年ぶりに王座を奪還した。新日鐵はわずか6秒差で惜しくも2位、さらに1秒差で東洋工業が続いた。

## 出場チーム
- 旭化成（11大会連続12回目）
- 九州電工（3大会連続6回目）
- クラレ（9大会連続15回目）
- 久留米井筒屋（2大会連続3回目）
- 黒崎窯業（8大会連続9回目）
- 神戸製鋼（18大会連続18回目）
- 小西六（初出場）
- 小森印刷（5大会連続7回目）
- 自衛隊体育学校（7年ぶり3回目）
- 新日鐵（18大会連続18回目）
- 鈴木自動車（12大会連続12回目）
- 鐘紡（7大会連続13回目）
- 大昭和製紙（4大会連続4回目）
- 中央発條（2大会連続16回目）
- 帝人（7大会連続11回目）
- 電電四国（初出場）
- 電電中国（11大会連続11回目）
- 東急（14大会連続14回目）
- 東洋工業（13大会連続13回目）
- 東洋ベアリング（6大会連続17回目）
- トヨタ自動車（2大会ぶり8回目）
- 日本精工（3大会連続3回目）
- 日立造船（3大会連続6回目）
- 三菱化成直江津（初出場）
- ヤクルト（初出場）
- リッカー（14大会連続16回目）

## 成績
- 1位：旭化成　5時間6分47秒
- 2位：新日鐵　5時間6分53秒
- 3位：東洋工業　5時間6分54秒
- 4位：鐘紡　5時間7分28秒
- 5位：電電中国　5時間8分34秒
- 6位：東洋ベアリング　5時間10分2秒
- 7位：九州電工　5時間11分15秒
- 8位：大昭和製紙　5時間11分39秒
- 9位：神戸製鋼　5時間12分19秒
- 10位：クラレ　5時間13分44秒
- 11位：黒崎窯業　5時間14分50秒
- 12位：中央発條　5時間15分54秒
- 13位：東急　5時間16分13秒
- 14位：リッカー　5時間16分16秒
- 15位：日立造船　5時間16分37秒
- 16位：鈴木自動車　5時間18分50秒
- 17位：ヤクルト　5時間18分56秒
- 18位：久留米井筒屋　5時間19分
- 19位：小森印刷　5時間20分20秒
- 20位：帝人　5時間20分44秒
- 21位：日本精工　5時間21分31秒
- 22位：自衛隊体育学校　5時間21分43秒
- 23位：小西六　5時間21分49秒
- 24位：トヨタ自動車　5時間29分24秒
- 25位：三菱化成直江津　5時間30分52秒
- 26位：電電四国　5時間46分5秒

## 区間賞
※は区間記録更新
- 1区（16.3km）：西弘美（久留米井筒屋）47分44秒※
- 2区（8km）：岸田英徳（電電中国）24分8秒
- 3区（15.2km）：園田広美（新日鐵）45分14秒
- 4区（10km）：黒木章（旭化成）30分18秒
- 5区（10km）：宗猛（旭化成）30分33秒
- 6区（23.2km）：大槻憲一（東洋工業）1時間11分19秒
- 7区（16.3km）：磯端克明（旭化成）49分48秒